# George M. Sternberg
El Brigadier General George Miller Sternberg (1838 – 1915) va ser un metge de la U.S. Army i és considerat com el primer bacteriòleg, haven escrit un Manual of Bacteriology (1892). Després de sobreviure a la febre tifoide i la febre groga, Sternberg documentà la causa de la malària (1881), descobrí la causa de la pneumònia lobar (1881), i confirmà el paper del bacils de la tuberculosi i la febre tifoide (1886).
Com a Cirurgià General de la U.S. Army, des de 1893 a 1902, Sternberg dirigí commissions de control de les febres tifoides i groga, junt amb el seu subordinat Walter Reed. Robert Koch honorà Sternberg amb elñ títol de "Pare de la bacteriologia Americana".
Dins el camp de la paleontologia Sternberg es va interessar a recollir fòssils de la Dakota Sandstone Formation. Alguns dels seus espècimens van ser estudiats pel paleobotànic Leo Lesquereux.
L'espècimen tipus del peix del Cretaci Xiphactinus audax, va ser trobat per Sternberg.
Sternberg va ser, entre altres llocs, cirurgia militar de Fort Harker (Kansas).

## Premis
Sternberg va ser membre de la Military Order of the Loyal Legion of the United States, de la Society of the Army of the Potomac, dels Sons of the American Revolution i de l'Association of Military Surgeons of the United States.
Va ser premiat amb la Civil War Campaign Medal i la Indian Campaign Medal. De forma pòsthuma va ser elegit per la Spanish War Service Medal.
Té un monument al Arlington National Cemetery